# Muscicapa tyrrhenica
El papamoscas mediterráneo  (Muscicapa tyrrhenica) es una especie de ave paseriforme de la familia Muscicapidae propia del Mediterráneo occidental. Es un pájaro migratorio que cría en las islas Baleares, Córcega y Cerdeña, y pasa el invierno en África. Anteriormente se consideraba conespecífico del papamoscas gris (Muscicapa striata).
Es un pájaro poco llamativo con cola y alas largas. Los adultos tienen el plumaje de las partes superiores pardo grisáceo, y las partes inferiores blanquecinas con estriado pardo en el píleo y el pecho. Los juveniles son de tonos más parduzcos que los adultos, y tienen las partes superiores moteadas.

## Taxonomía
El papamoscas mediterráneo fue descrito científicamente en 1910 por Guido Schiebel, como una subespecie del papamoscas gris con el nombre trinomial de Muscicapa striata tyrrhenica. Un estudio filogenético publicado en 2016 descubrió que las subespecies M. s. tyrrhenica Y M. s. balearica eran genéticamente similares entre sí pero estaban significativamente separadas de las demás subespecies de papamoscas gris. Por ello los autores propusieron que estas subespecies insulares tendrían que ser consideradas en una especie diferente.
Las dos subespecies reconocidas del papamoscas mediterráneo sonː
- M. t. balearica von Jordans, 1913 - cría en las islas Baleares;
- M. t. tyrrhenica Schiebel, 1910 - cría en Corcega y Cerdeña.

## Descripción

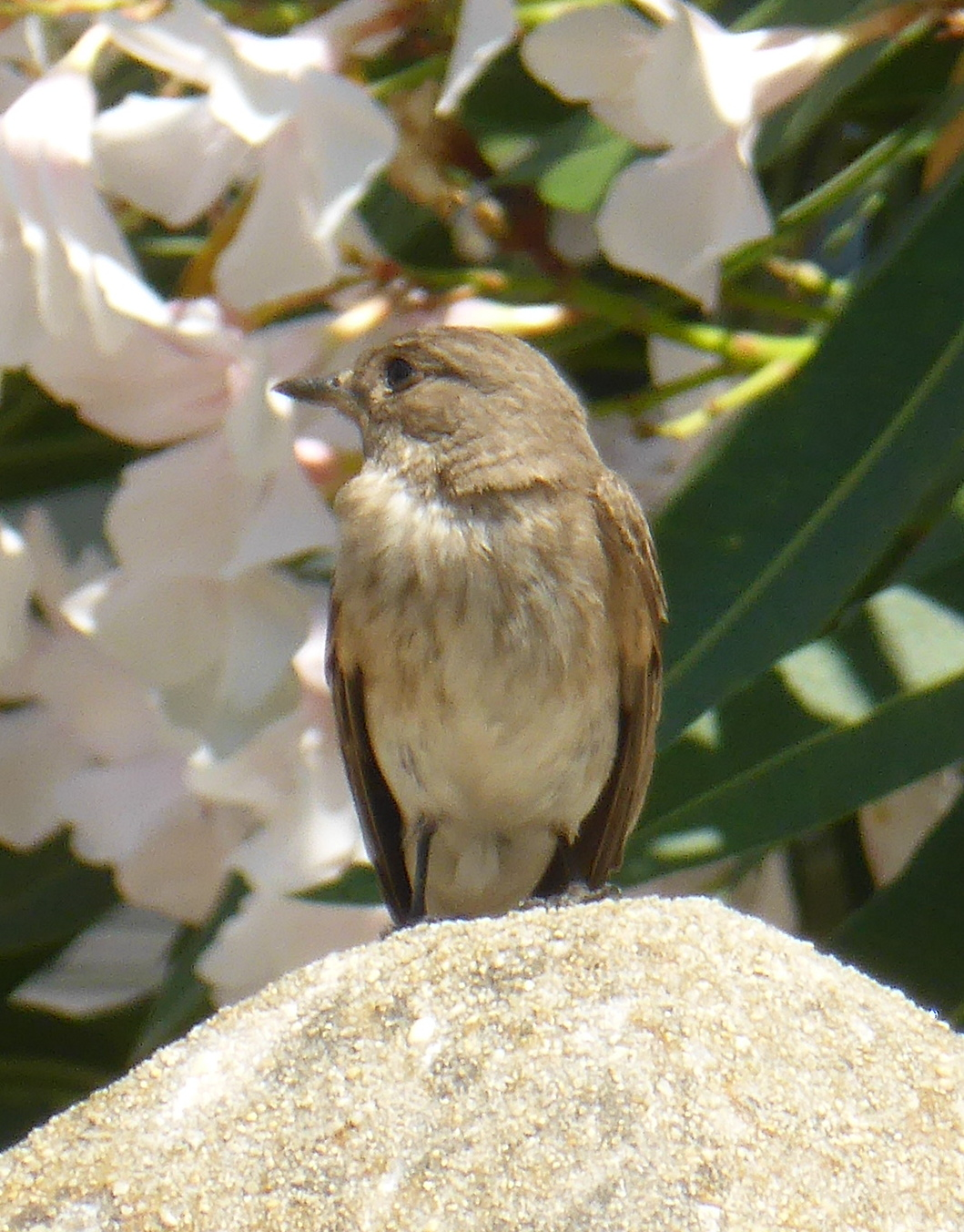
M. t. tyrrhenica en Córcega.

El papamoscas mediterráneo es un pájaro pequeño y esbelto, que mide de alrededor 14,5 cm de largo y pasa unos 14 g, con alas y cola relatívamente largas. El plumaje de sus partes superiores es de color pardo grisáceo apagado, y el de las partes inferiores es blanquecino. El píleo, la garganta y el pecho tienen un ligero estriado pardo, mientras que las plumas de las alas y la cola tienen un borde fino más claro. Las patas son cortas y negras, y su pico negro es puntiagudo aunque ancho como es propio de los insectívoros aéreos.
La subespecie M. t. tyrrhenica tiene plumaje de las partes superiores más claro y más cálidor, y las manchas de su cabeza y pecho son más difusas. Ambos sexos tiene un plumaje muy parecido. Los juveniles tienen un moteado de color ocre en la parte superior, y un escamado pardo en las partes inferiores.

## Comportamiento y ecología
El papamoscas mediterráneo caza desde posaderos descubiertos, y sale volando tras los insectos que pasan, y suele regresar al mismo posadero. Su postura erguida es característica.
A diferencia de la mayoría de los paseriformes, que mudan sus plumas primarias en una secuencia que empieza por las más cercanas al cuerpo y continúan hacia afuera a lo largo del ala, el papamoscas mediterráneo es reemplaza las plumas de vuelo en sentido contrario, empezando por las más alejadas del cuerpo.
La llamada del papamoscas es un suave y agudo tsssssiiippppp, que desciende ligeramente en el tono.
Son pájaros de bosques caducifolios, parques y jardines, con una preferencia por áreas abiertas entre árboles.